# نجود فاهوم ميرانسي
نجود فاهوم ميرانسي، (بالإنجليزية: Nujoud Fahoum Merancy)‏، هي مهندسة فضاء أمريكية فلسطينية، رئيسة قسم التخطيط لمهمات استكشاف الفضاء في وكالة الفضاء الأمريكية ناسا والمسؤولة عن الفريق الذي سيطلق المركبة الفضائية المأهولة orion إلى القمر عام 2024.